# Ouroboros

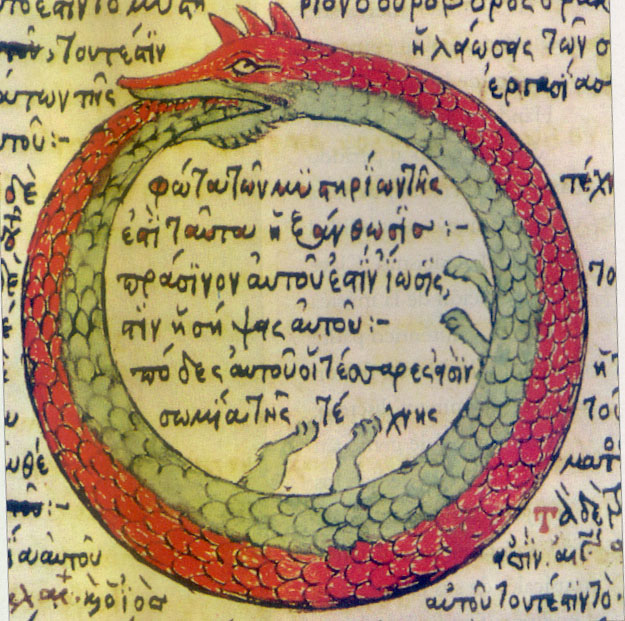
Tranh Ouroboros

Ouroboros hay uroboros là một biểu tượng cổ xưa với hình ảnh một con rắn hay rồng tự ăn đuôi mình. Dù biểu tượng này có gốc gác từ Ai Cập, ouroboros đi vào truyền thống văn hoá Tây phương thông qua bùa phép Hy Lạp rồi được tiếp nhận như một biểu tượng cho thuyết ngộ đạo, thuyết Hermes và nổi bật nhất là của giả kim thuật. Từ ouroboros bắt nguồn từ từ Ancient Greek  οὐροβόρος, ghép từ οὐρά oura 'đuôi' với -βορός -boros 'ăn'. Ouroboros thường được coi biểu tượng cho vòng vĩnh cửu luân hồi hay sự đầu thai. Kèm với đó, việc lột xác trở nên gắn liền với sự luân hồi linh hồn. Ngoài ra, việc con rắn cắn đuôi mình còn đại diện cho sự sinh sôi: đuôi con rắn tượng trưng cho dương vật còn miệng nó mang hình ảnh tựa yoni hay tử cung.